# Larçay
Larçay és un municipi francès, situat al departament de l'Indre i Loira i a la regió de Centre – Vall del Loira. L'any 2007 tenia 2.285 habitants.

## Demografia

### Població
El 2007 la població de fet de Larçay era de 2.285 persones. Hi havia 884 famílies, de les quals 158 eren unipersonals (51 homes vivint sols i 107 dones vivint soles), 308 parelles sense fills, 363 parelles amb fills i 55 famílies monoparentals amb fills.
La població ha evolucionat segons el següent gràfic:
Habitants censats

### Habitatges
El 2007 hi havia 944 habitatges, 885 eren l'habitatge principal de la família, 31 eren segones residències i 28 estaven desocupats. 907 eren cases i 33 eren apartaments. Dels 885 habitatges principals, 727 estaven ocupats pels seus propietaris, 145 estaven llogats i ocupats pels llogaters i 13 estaven cedits a títol gratuït; 5 tenien una cambra, 31 en tenien dues, 89 en tenien tres, 195 en tenien quatre i 565 en tenien cinc o més. 791 habitatges disposaven pel capbaix d'una plaça de pàrquing. A 306 habitatges hi havia un automòbil i a 547 n'hi havia dos o més.

### Piràmide de població
La piràmide de població per edats i sexe el 2009 era:
| Homes | Edats   | Dones |
| ----- | ------- | ----- |
| 0     | 95 o +  | 0     |
| 0     | 90 a 94 | 0     |
| 0     | 85 a 89 | 4     |
| 12    | 80 a 84 | 4     |
| 8     | 75 a 79 | 12    |
| 16    | 70 a 74 | 28    |
| 48    | 65 a 69 | 48    |
| 48    | 60 a 64 | 56    |
| 72    | 55 a 59 | 60    |
| 136   | 50 a 54 | 96    |
| 92    | 45 a 49 | 128   |
| 48    | 40 a 44 | 68    |
| 80    | 35 a 39 | 60    |
| 60    | 30 a 34 | 84    |
| 68    | 25 a 29 | 24    |
| 44    | 20 a 24 | 72    |
| 104   | 15 a 19 | 60    |
| 68    | 10 a 14 | 56    |
| 80    | 5 a 9   | 36    |
| 72    | 0 a 4   | 20    |

## Economia
El 2007 la població en edat de treballar era de 1.564 persones, 1.150 eren actives i 414 eren inactives. De les 1.150 persones actives 1.086 estaven ocupades (551 homes i 535 dones) i 65 estaven aturades (28 homes i 37 dones). De les 414 persones inactives 198 estaven jubilades, 150 estaven estudiant i 66 estaven classificades com a «altres inactius».

### Ingressos
El 2009 a Larçay hi havia 925 unitats fiscals que integraven 2.453 persones, la mediana anual d'ingressos fiscals per persona era de 22.108 €.

### Activitats econòmiques
Dels 115 establiments que hi havia el 2007, 5 eren d'empreses extractives, 2 d'empreses alimentàries, 2 d'empreses de fabricació de material elèctric, 8 d'empreses de fabricació d'altres productes industrials, 24 d'empreses de construcció, 21 d'empreses de comerç i reparació d'automòbils, 3 d'empreses de transport, 3 d'empreses d'hostatgeria i restauració, 5 d'empreses d'informació i comunicació, 4 d'empreses financeres, 11 d'empreses immobiliàries, 11 d'empreses de serveis, 10 d'entitats de l'administració pública i 6 d'empreses classificades com a «altres activitats de serveis».
Dels 26 establiments de servei als particulars que hi havia el 2009, 1 era una oficina de correu, 3 tallers de reparació d'automòbils i de material agrícola, 2 paletes, 3 guixaires pintors, 6 fusteries, 4 lampisteries, 2 electricistes, 3 perruqueries i 2 restaurants.
Dels 6 establiments comercials que hi havia el 2009, 2 eren carnisseries, 1 una llibreria, 1 una botiga d'electrodomèstics, 1 una botiga de material de revestiment de parets i terra i 1 una joieria.
L'any 2000 a Larçay hi havia 6 explotacions agrícoles.

## Equipaments sanitaris i escolars
L'únic equipament sanitari que hi havia el 2009 era una farmàcia.
El 2009 hi havia 1 escola maternal i 1 escola elemental.

## Poblacions més properes
El següent diagrama mostra les poblacions més properes.